# Древо Жизни (каббала)
Древо Жизни (ивр. עץ חיים‎ эц хаим) — диаграмма, использующаяся в каббале и ряде родственных ей религиозно-мистических, оккультных и эзотерических течений. Представляет собой 10 кругов (сфирот), символизирующих различные архетипы, выстроенных в три колонки («столпа») и соединённых 22 линиями.
Согласно каббале, Древо Жизни иллюстрирует совокупность сфирот, проявившихся в иерархическом порядке в процессе сотворения мироздания и развёртывания вселенского бытия, рассматриваемую как динамическое единство, в котором проявляется активность Бога. Этим именем также названа книга по каббале «Эц Хаим» Хаима Виталя. Религиовед Е. Торчинов полагал, что концепция сфирот, составляющих Древо Жизни, восходит к гностическим эонам.

## Строение древа
Древо Жизни составляют 10 элементов (сфирот), представляющих 10 эманаций, 10 имён или 10 каналов проявления Бога. В наши дни сфиротами называют и «архетипы состояний сознания».
Одновременно Древо Жизни олицетворяет строение высшего человека (Адам Кадмон), созданного по образу Творца. В Древе различают правую и левую часть, мужское и женское начало, свет и тьму. Каждая сфира проявляет мужские свойства по отношению к нижележащей, и женские — по отношению к вышележащей сфире (правое считается немного более высоким, чем левое). Взаимоотношения между двумя сфирот называются «зивуг» (досл. «спаривание»).

### Три столпа
Левый столп — Столп Строгости (Суда, «Дин»). Чтобы стать строгим, необходимо познать Законы вселенной и Силу, чтобы их правильно исполнять.
Правый столп — Столп Милосердия («Рахамим»). Чтобы стать милосердным, необходимо иметь Мудрость, чтобы видеть результаты своих действий и понимать, что победа может прийти через мудрость и смелость, а не только через силу.
Срединный столп — Столп Нежности (Равновесия). Чтобы быть нежными, необходимо понимать, что мы живём в Царстве (Земли), но не Боги. Срединный столп также рассматривается как Путь Стрелы, короткий путь от Малхут до Кетер (единения с Божественным), также известный как путь отшельника, аскезы (отрешения от мирского). Путь Змеи предполагает прохождение через каждую из 10 сфирот от Малхут до Кетер, также известный как путь мага.

## Процесс творения
В книге Сефер Йецира говорится о творении мироздания буквами еврейского алфавита. Мужчина и женщина были созданы как сосуд, Творец желал наполнить его светом. Вместе со светом сосуд перенял свойство Творца наполнять, но поскольку сосуд не мог этого сделать, он «отказался от света Творца». Тогда были созданы десять сфирот, чтобы скрыть совершенство Творца.
Шестью нижними сфирот — гвура, хесед, тиферет, ход, нецах, йесод был создан мир физический, в котором мы можем принимать только отражённый свет Творца.